# Эстония на летних Олимпийских играх 2016
Эстония на летних Олимпийских играх 2016 года была представлена 46 спортсменами в 13 видах спорта. На церемонии открытия Игр право нести национальный флаг было доверено участнику летних Олимпийских игр 2012 года в классе «Лазер» Карлу-Мартину Раммо, а на церемонии закрытия тяжелоатлету Марту Сейму, который на Играх в Рио-де-Жанейро стал 7-м в категории свыше 105 кг.
Обладателями единственной олимпийской медали 2016 года стали представители академической гребли, завоевавшие бронзу в соревнованиях четвёрок парных. Эта олимпийская награда позволила сборной Эстонии занять 78-е место в неофициальном медальном зачёте.

## Медали
| Бронза |                                                     |                                                 |            |
| №      | Спортсмены                                          | Вид спорта (дисциплина)                         | Дата       |
| 1      | Андрей Ямся Аллар Рая Тыну Эндрексон Каспар Таймсоо | Академическая гребля (четвёрки парные, мужчины) | 11 августа |

## Олимпийская форма
18 апреля 2016 года бренд «Montоn» презентовал олимпийскую форму для Олимпиады в Бразилии. На этот раз в одежде была отражена морская тематика.

## Состав сборной
Академическая гребля
1. Аллар Рая
2. Каспар Таймсоо
3. Тыну Эндрексон
4. Андрей Ямся

 Бадминтон
1. Рауль Муст
2. Кати Толмофф

 Борьба
Вольная борьба
1. Эпп Мяэ

Греко-римская борьба
1. Ардо Арусаар
2. Хейки Наби

Велоспорт
 Шоссейный велоспорт
1. Танел Кангерт
2. Рейн Таарамяэ

 Дзюдо
1. Григорий Минашкин

 Лёгкая атлетика
1. Герд Кантер
2. Каур Кивистик
3. Магнус Кирт
4. Мартин Куппер
5. Танель Лаанмяэ
6. Расмус Мяги
7. Ристо Мятас
8. Тийдрек Нурме
9. Карл Роберт Салури
10. Майсел Уйбо
11. Роман Фости
12. Яак-Хенрих Ягор
13. Ксения Балта
14. Лийна Лаасма
15. Лейла Луик
16. Лиина Луик
17. Лили Луик
18. Грит Шадейко

 Парусный спорт
1. Денис Карпак
2. Карл-Мартин Раммо
3. Ингрид Пууста
4. Анна Мария Сепп
5. Кятлин Таммисте

 Плавание
1. Мартин Алликвеэ
2. Мария Романюк

 Стрельба
1. Пеэтер Олеск

 Стрельба из лука
1. Лаура Нурмсалу

 Триатлон
1. Кайди Кивиоя

 Фехтование
1. Николай Новосёлов
2. Юлия Беляева
3. Эрика Кирпу
4. Кристина Кууск
5. Ирина Эмбрих

## Результаты соревнований

### Академическая гребля
В следующий раунд из каждого заезда проходят несколько лучших экипажей (в зависимости от дисциплины). В отборочный заезд попадают спортсмены, выбывшие в предварительном раунде. В финал A выходят 6 сильнейших экипажей, остальные разыгрывают места в утешительных финалах B-F.
Мужчины
| Соревнование    | Спортсмены                                          | Предварительный заезд | Предварительный заезд | Предварительный заезд | Отборочный заезд | Отборочный заезд | Отборочный заезд | Четвертьфинал | Четвертьфинал | Четвертьфинал | Полуфинал     | Полуфинал     | Полуфинал     | Финал   | Финал   | Итоговое место |
| Соревнование    | Спортсмены                                          | Заезд                 | Время                 | Место                 | Заезд            | Время            | Место            | Заезд         | Время         | Место         | Заезд         | Время         | Место         | Время   | Место   | Итоговое место |
| --------------- | --------------------------------------------------- | --------------------- | --------------------- | --------------------- | ---------------- | ---------------- | ---------------- | ------------- | ------------- | ------------- | ------------- | ------------- | ------------- | ------- | ------- | -------------- |
| четвёрки парные | Андрей Ямся Аллар Рая Тыну Эндрексон Каспар Таймсоо | 1                     | 5:51,71               | 1 Q                   | Не участвовали   | Не участвовали   | Не участвовали   | Не проводится | Не проводится | Не проводится | Не проводится | Не проводится | Не проводится | Финал A | Финал A | 3              |
| четвёрки парные | Андрей Ямся Аллар Рая Тыну Эндрексон Каспар Таймсоо | 1                     | 5:51,71               | 1 Q                   | Не участвовали   | Не участвовали   | Не участвовали   | Не проводится | Не проводится | Не проводится | Не проводится | Не проводится | Не проводится | 6.10,65 | 3       | 3              |

### Бадминтон
Одиночный разряд
| Соревнование | Спортсмены   | Групповой этап | Групповой этап | Групповой этап | 1/8 финала | 1/4 финала | 1/2 финала | Финал | Итоговое место |
| Соревнование | Спортсмены   | 1 матч         | 2 матч         | Место          | 1/8 финала | 1/4 финала | 1/2 финала | Финал | Итоговое место |
| ------------ | ------------ | -------------- | -------------- | -------------- | ---------- | ---------- | ---------- | ----- | -------------- |
| мужчины      | Рауль Муст   | Группа         | Группа         | Группа         |            |            |            |       |                |
| мужчины      | Рауль Муст   |                |                |                |            |            |            |       |                |
| женщины      | Кати Толмофф | Группа         | Группа         | Группа         |            |            |            |       |                |
| женщины      | Кати Толмофф |                |                |                |            |            |            |       |                |

### Борьба
В соревнованиях по борьбе, как и на предыдущих трёх Играх, будет разыгрываться 18 комплектов наград. По 6 у мужчин в вольной и греко-римской борьбе и 6 у женщин в вольной борьбе. Турнир пройдёт по олимпийской системе с выбыванием. В утешительный раунд попадают участники, проигравшие в своих поединках будущим финалистам соревнований. Каждый поединок состоит из двух раундов по 3 минуты, победителем становится спортсмен, набравший большее количество технических очков. По окончании схватки, в зависимости от результатов спортсменам начисляются классификационные очки.
Мужчины
Греко-римская борьба
| Категория | Спортсмены   | Первый раунд       | 1/8 финала         | Четвертьфинал      | Полуфинал          | Финал              | Место |
| Категория | Спортсмены   | Соперник Результат | Соперник Результат | Соперник Результат | Соперник Результат | Соперник Результат | Место |
| --------- | ------------ | ------------------ | ------------------ | ------------------ | ------------------ | ------------------ | ----- |
| до 98 кг  | Ардо Арусаар |                    |                    |                    |                    |                    |       |
| до 130 кг | Хейки Наби   |                    |                    |                    |                    |                    |       |

Женщины
Вольная борьба
| Соревнование | Спортсмены | Первый раунд       | 1/8 финала         | Четвертьфинал      | Полуфинал          | Финал              | Место |
| Соревнование | Спортсмены | Соперник Результат | Соперник Результат | Соперник Результат | Соперник Результат | Соперник Результат | Место |
| ------------ | ---------- | ------------------ | ------------------ | ------------------ | ------------------ | ------------------ | ----- |
| до 75 кг     | Эпп Мяэ    |                    |                    |                    |                    |                    |       |

### Велоспорт

#### Шоссейный велоспорт
Мужчины
| Соревнование    | Спортсмен     | Время     | Место | Отставание |
| --------------- | ------------- | --------- | ----- | ---------- |
| групповая гонка | Танел Кангерт | 6 11' 52" | 9     | +1' 47"    |
| групповая гонка | Рейн Таарамяэ | DNF       | DNF   | DNF        |

### Водные виды спорта

#### Плавание
В следующий раунд на каждой дистанции проходят спортсмены, показавшие лучший результат, независимо от места, занятого в своём заплыве.
Мужчины
| Дистанция          | Спортсмены      | Предварительный раунд | Предварительный раунд | Предварительный раунд | Полуфинал            | Полуфинал            | Полуфинал            | Финал                | Финал                |
| Дистанция          | Спортсмены      | Заплыв                | Результат             | Место                 | Заплыв               | Результат            | Место                | Результат            | Место                |
| ------------------ | --------------- | --------------------- | --------------------- | --------------------- | -------------------- | -------------------- | -------------------- | -------------------- | -------------------- |
| 200 метров брассом | Мартин Алликвеэ | 1                     | 2:13,66               | 33                    | завершил выступление | завершил выступление | завершил выступление | завершил выступление | завершил выступление |

Женщины
| Дистанция          | Спортсмены    | Предварительный раунд | Предварительный раунд | Предварительный раунд | Полуфинал             | Полуфинал             | Полуфинал             | Финал                 | Финал                 |
| Дистанция          | Спортсмены    | Заплыв                | Результат             | Место                 | Заплыв                | Результат             | Место                 | Результат             | Место                 |
| ------------------ | ------------- | --------------------- | --------------------- | --------------------- | --------------------- | --------------------- | --------------------- | --------------------- | --------------------- |
| 100 метров брассом | Мария Романюк | 2                     | 1:09,49               | 31                    | завершила выступление | завершила выступление | завершила выступление | завершила выступление | завершила выступление |

### Дзюдо
Соревнования по дзюдо проводились по системе с выбыванием. В утешительные раунды попадали спортсмены, проигравшие полуфиналистам турнира. Два спортсмена, одержавших победу в утешительном раунде, в поединке за бронзу сражались с дзюдоистами, проигравшими в полуфинале.
Мужчины
| Категория | Спортсмены        | 1/32 финала        | 1/16 финала        | 1/8 финала         | Четвертьфинал      | Полуфинал          | Финал              | Место |
| Категория | Спортсмены        | Соперник Результат | Соперник Результат | Соперник Результат | Соперник Результат | Соперник Результат | Соперник Результат | Место |
| --------- | ----------------- | ------------------ | ------------------ | ------------------ | ------------------ | ------------------ | ------------------ | ----- |
| до 100 кг | Григорий Минашкин |                    |                    |                    |                    |                    |                    |       |

### Лёгкая атлетика
В начале августа Международная ассоциация легкоатлетических федераций (IAAF) допустила к Олимпийским играм эстонского бегуна на 3000 метров с барьерами Каур Кивистик.
Мужчины
Беговые дисциплины
| Дисциплина                         | Спортсмен       | Предварительный раунд | Предварительный раунд | Предварительный раунд | Четвертьфиналы | Четвертьфиналы | Четвертьфиналы | Полуфиналы | Полуфиналы | Полуфиналы | Финал | Финал |
| Дисциплина                         | Спортсмен       | Забег                 | Время                 | Место                 | Забег          | Время          | Место          | Забег      | Время      | Место      | Время | Место |
| ---------------------------------- | --------------- | --------------------- | --------------------- | --------------------- | -------------- | -------------- | -------------- | ---------- | ---------- | ---------- | ----- | ----- |
| бег на 400 метров с барьерами      | Расмус Мяги     |                       |                       |                       | не проводится  | не проводится  | не проводится  |            |            |            |       |       |
| бег на 400 метров с барьерами      | Яак-Хенрих Ягор |                       |                       |                       | не проводится  | не проводится  | не проводится  |            |            |            |       |       |
| бег на 3000 метров с препятствиями | Каур Кивистик   |                       |                       |                       | не проводится  | не проводится  | не проводится  |            |            |            |       |       |

Шоссейные дисциплины
| Дисциплина | Спортсмен     | Время | Место | Отставание |
| ---------- | ------------- | ----- | ----- | ---------- |
| марафон    | Роман Фости   |       |       |            |
| марафон    | Тийдрек Нурме |       |       |            |

Технические дисциплины
| Дисциплина    | Спортсмен      | Квалификация | Квалификация | Финал     | Финал |
| Дисциплина    | Спортсмен      | Результат    | Место        | Результат | Место |
| ------------- | -------------- | ------------ | ------------ | --------- | ----- |
| метание диска | Герд Кантер    |              |              |           |       |
| метание диска | Мартин Куппер  |              |              |           |       |
| метание копья | Магнус Кирт    |              |              |           |       |
| метание копья | Танель Лаанмяэ |              |              |           |       |
| метание копья | Ристо Мятас    |              |              |           |       |

Многоборье
| Дисциплина  | Спортсмен          | Параметр  | 100 м | длина | ядро | высота | 400 м | 110 м с/б | диск | шест | копьё | 1500 м | Всего очков | Итоговое место |
| ----------- | ------------------ | --------- | ----- | ----- | ---- | ------ | ----- | --------- | ---- | ---- | ----- | ------ | ----------- | -------------- |
| десятиборье | Карл Роберт Салури | Результат |       |       |      |        |       |           |      |      |       |        |             |                |
| десятиборье | Карл Роберт Салури | Очки      |       |       |      |        |       |           |      |      |       |        |             |                |
| десятиборье | Карл Роберт Салури | Место     |       |       |      |        |       |           |      |      |       |        |             |                |
| десятиборье | Майсел Уйбо        | Результат |       |       |      |        |       |           |      |      |       |        |             |                |
| десятиборье | Майсел Уйбо        | Очки      |       |       |      |        |       |           |      |      |       |        |             |                |
| десятиборье | Майсел Уйбо        | Место     |       |       |      |        |       |           |      |      |       |        |             |                |

Женщины
Шоссейные дисциплины
| Дисциплина | Спортсмен  | Время | Место | Отставание |
| ---------- | ---------- | ----- | ----- | ---------- |
| марафон    | Лейла Луик |       |       |            |
| марафон    | Лиина Луик |       |       |            |
| марафон    | Лили Луик  |       |       |            |

Технические дисциплины
| Дисциплина     | Спортсмен    | Квалификация | Квалификация | Финал     | Финал |
| Дисциплина     | Спортсмен    | Результат    | Место        | Результат | Место |
| -------------- | ------------ | ------------ | ------------ | --------- | ----- |
| прыжок в длину | Ксения Балта |              |              |           |       |
| метание копья  | Лийна Лаасма |              |              |           |       |

Многоборье
| Дисциплина | Спортсмен    | Параметр  | 100 м с/б | высота | ядро | 200 м | длина | копьё | 800 м | Всего очков | Итоговое место |
| ---------- | ------------ | --------- | --------- | ------ | ---- | ----- | ----- | ----- | ----- | ----------- | -------------- |
| семиборье  | Грит Шадейко | Результат |           |        |      |       |       |       |       |             |                |
| семиборье  | Грит Шадейко | Очки      |           |        |      |       |       |       |       |             |                |
| семиборье  | Грит Шадейко | Место     |           |        |      |       |       |       |       |             |                |

### Парусный спорт
Соревнования по парусному спорту в каждом из классов состояли из 10 или 12 гонок. Каждую гонку спортсмены начинали с общего старта. Победителем становился экипаж, первым пересекший финишную черту. Количество очков, идущих в общий зачёт, соответствовало занятому командой месту. 10 лучших экипажей по результатам 10 заплывов попадали в медальную гонку, результаты которой также шли в общий зачёт. В медальной гонке, очки, полученные экипажем удваивались. В случае если участник соревнований не смог завершить гонку ему начислялось количество очков, равное количеству участников плюс один. При итоговом подсчёте очков не учитывался худший результат, показанный экипажем в одной из гонок. Сборная, набравшая наименьшее количество очков, становится олимпийским чемпионом.
Мужчины
| Класс | Спортсмены        | Гонка | Гонка | Гонка | Гонка | Гонка | Гонка | Гонка | Гонка | Гонка | Гонка | Гонка         | Гонка         | Гонка         | Очки | Место |
| Класс | Спортсмены        | 1     | 2     | 3     | 4     | 5     | 6     | 7     | 8     | 9     | 10    | 11            | 12            | M             | Очки | Место |
| ----- | ----------------- | ----- | ----- | ----- | ----- | ----- | ----- | ----- | ----- | ----- | ----- | ------------- | ------------- | ------------- | ---- | ----- |
| Лазер | Карл-Мартин Раммо |       |       |       |       |       |       |       |       |       |       | Не проводится | Не проводится |               |      |       |
| Финн  | Денис Карпак      | 5     | 14    | 17    | 20    | 23    | 10    | 13    | 8     | 18    | 21    | не проводится | не проводится | не участвовал | 126  | 20    |

Женщины
| Класс | Спортсмены    | Гонка | Гонка | Гонка | Гонка | Гонка | Гонка | Гонка | Гонка | Гонка | Гонка | Гонка         | Гонка         | Гонка | Очки | Место |
| Класс | Спортсмены    | 1     | 2     | 3     | 4     | 5     | 6     | 7     | 8     | 9     | 10    | 11            | 12            | M     | Очки | Место |
| ----- | ------------- | ----- | ----- | ----- | ----- | ----- | ----- | ----- | ----- | ----- | ----- | ------------- | ------------- | ----- | ---- | ----- |
| RS:X  | Ингрид Пууста |       |       |       |       |       |       |       |       |       |       | Не проводится | Не проводится |       |      |       |

### Стрельба
В январе 2013 года Международная федерация спортивной стрельбы приняла новые правила проведения соревнований на 2013—2016 года, которые, в частности, изменили порядок проведения финалов. Во многих дисциплинах спортсмены, прошедшие в финал, теперь начинают решающий раунд без очков, набранных в квалификации, а финал проходит по системе с выбыванием. Также в финалах после каждого раунда стрельбы из дальнейшей борьбы выбывает спортсмен с наименьшим количеством баллов. В скоростном пистолете решающие поединки проходят по системе попал-промах. В стендовой стрельбе добавился полуфинальный раунд, где определяются по два участника финального матча и поединка за третье место.
Мужчины
| Соревнование                       | Спортсмены   | Квалификация | Квалификация | Полуфинал     | Полуфинал     | Финал               | Финал |
| Соревнование                       | Спортсмены   | Результат    | Место        | Результат     | Место         | Соперник/ Результат | Место |
| ---------------------------------- | ------------ | ------------ | ------------ | ------------- | ------------- | ------------------- | ----- |
| скорострельный пистолет, 25 метров | Пеэтер Олеск |              |              | Не проводится | Не проводится |                     |       |

### Стрельба из лука
В квалификации соревнований лучники выполняют 12 серий выстрелов по 6 стрел с расстояния 70-ти метров. По итогам предварительного раунда составляется сетка плей-офф, где в 1/32 финала 1-й номер посева встречается с 64-м, 2-й с 63-м и.т.д. В поединках на выбывание спортсмены выполняют по три выстрела. Участник, набравший за эту серию больше очков получает 2 очка. Если же оба лучника набрали одинаковое количество баллов, то они получают по одному очку. Победителем пары становится лучник, первым набравший 6 очков.
Женщины
| Соревнование              | Спортсмены     | Квалификация | Квалификация | 1/32 финала               | 1/16 финала           | 1/8 финала            | Четвертьфинал         | Полуфинал             | Финал                 | Место |
| Соревнование              | Спортсмены     | Результат    | Место        | Соперник Результат        | Соперник Результат    | Соперник Результат    | Соперник Результат    | Соперник Результат    | Соперник Результат    | Место |
| ------------------------- | -------------- | ------------ | ------------ | ------------------------- | --------------------- | --------------------- | --------------------- | --------------------- | --------------------- | ----- |
| индивидуальное первенство | Лаура Нурмсалу | 625          | 35           | UKRВ. Марченко (30) П 0:6 | завершила выступления | завершила выступления | завершила выступления | завершила выступления | завершила выступления | 33    |

### Триатлон
Соревнования по триатлону пройдут на территории форта Копакабана. Дистанция состоит из 3-х этапов — плавание (1,5 км), велоспорт (43 км), бег (10 км).
Женщины
| Соревнование              | Спортсмены   | Плавание | Смена | Велоспорт | Смена | Бег | Итоговое время | Место | Отставание |
| ------------------------- | ------------ | -------- | ----- | --------- | ----- | --- | -------------- | ----- | ---------- |
| индивидуальное первенство | Кайди Кивиоя |          |       |           |       |     |                |       |            |

### Фехтование
В индивидуальных соревнованиях спортсмены сражаются три раунда по три минуты, либо до того момента, как один из спортсменов нанесёт 15 уколов. В командных соревнованиях поединок идёт 9 раундов по 3 минуты каждый, либо до 45 уколов. Если по окончании времени в поединке зафиксирован ничейный результат, то назначается дополнительная минута до «золотого» укола.
Мужчины
| Соревнование         | Спортсмены             | 1/32 финала        | 1/16 финала                | 1/8 финала                 | Четвертьфинал         | Полуфинал            | Финал                | Место |
| Соревнование         | Спортсмены             | Соперник Результат | Соперник Результат         | Соперник Результат         | Соперник Результат    | Соперник Результат   | Соперник Результат   | Место |
| -------------------- | ---------------------- | ------------------ | -------------------------- | -------------------------- | --------------------- | -------------------- | -------------------- | ----- |
| индивидуальная шпага | Николай Новосёлов (21) | не участвовал      | KORПак Гён Ду (12) В 12:10 | VENФ. Лимардо (28) В 15:12 | HUNГ. Имре (4) П 9:15 | завершил выступление | завершил выступление | 8     |

Женщины
Впервые с 1996 года эстонские фехтовальщицы примут участие в летних Олимпийских играх.
| Соревнование         | Спортсмены                                           | 1/32 финала        | 1/16 финала                  | 1/8 финала                | Четвертьфинал         | Полуфинал             | Финал                 | Место |
| Соревнование         | Спортсмены                                           | Соперник Результат | Соперник Результат           | Соперник Результат        | Соперник Результат    | Соперник Результат    | Соперник Результат    | Место |
| -------------------- | ---------------------------------------------------- | ------------------ | ---------------------------- | ------------------------- | --------------------- | --------------------- | --------------------- | ----- |
| индивидуальная шпага | Ирина Эмбрих (9)                                     | не участвовала     | UKRК. Пантелеева (24) В 15:3 | CHNСунь Ивэнь (8) П 12:15 | завершила выступление | завершила выступление | завершила выступление | 10    |
| индивидуальная шпага | Эрика Кирпу (16)                                     | не участвовала     | USAК. Холмс (17) В 5:4       | TUNС. Бесбес (1) П 11:15  | завершила выступление | завершила выступление | завершила выступление | 12    |
| индивидуальная шпага | Юлия Беляева (27)                                    | не участвовала     | HUNЭ. Сас (6) П 11:15        | завершила выступление     | завершила выступление | завершила выступление | завершила выступление | 29    |
| командная шпага      | Юлия Беляева Эрика Кирпу Ирина Эмбрих Кристина Кууск | не проводится      | не проводится                |                           |                       | Китай · П 36:45       | Россия · П 31:37      | 4     |